# Navicordulia aemulatrix
Navicordulia aemulatrix – gatunek ważki z rodziny szklarkowatych (Corduliidae). Stwierdzony na dwóch stanowiskach w stanie Santa Catarina w południowej Brazylii.
Gatunek ten opisali w 2010 roku Ângelo Parise Pinto i Carlos José Einicker Lamas w oparciu o trzy okazy samców odłowione w 1952 i 1953 roku w gminie São Bento do Sul w południowej Brazylii. W 2011 roku ci sami autorzy opisali samicę (odłowioną w 1952 roku w miejscu typowym) oraz uzupełnili opis gatunku w oparciu o trzy kolejne muzealne okazy samców, w tym jeden odłowiony w gminie Timbó w 1954 roku. Wszystkie okazy pochodziły z kolekcji niemiecko-brazylijskiego entomologa amatora Richarda von Diringshofena, przejętej po jego śmierci przez Museu de Zoologia da Universidade de São Paulo.